# Орчано ди Пезаро
Орчано ди Пезаро (итал. Orciano di Pesaro) је насеље у Италији у округу Пезаро и Урбино, региону Марке.
Према процени из 2011. у насељу је живело 1413 становника. Насеље се налази на надморској висини од 234 м.

## Становништво
| 1931. | 1936. | 1951. | 1961. | 1971. | 1981. | 1991. | 2001. | 2011. |
| ----- | ----- | ----- | ----- | ----- | ----- | ----- | ----- | ----- |
| 3.168 | 3.247 | 3.394 | 3.007 | 2.512 | 2.403 | 2.305 | 2.268 | 2.157 |